# Charles Le Brun

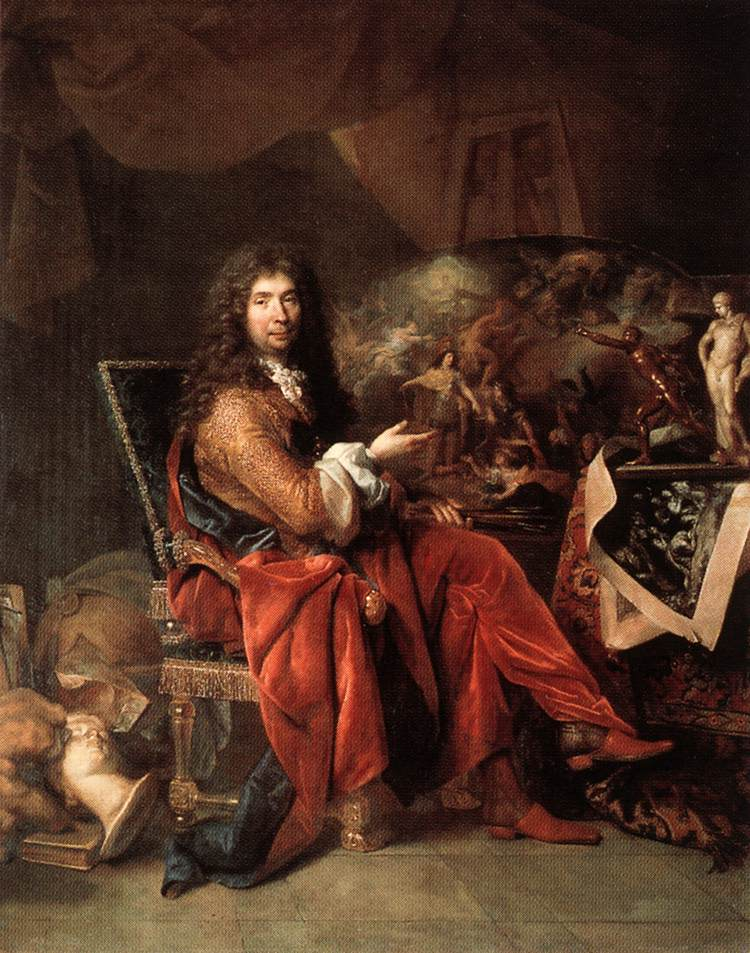
Charles Le Brun

Charles Le Brun (n. 24 februarie 1619 – d. 12 februarie 1690) a fost un pictor și decorator francez, prim pictor al regelui Ludovic al XIV-lea, director al Academiei regale de pictură și sculptură. A fost declarat de către Ludovic al XIV-lea cel mai mare artist francez din toate timpurile” și a fost cea mai dominantă figură a artei franceze din secolul al XVII-lea.

## Biografie
Născut la Paris, Charles Le Brun a început să ia lecții de sculptură de la tatăl său, Nicolas Le Brun. În 1632 a intrat ucenic în atelierul pictorului François Perrier. Doi ani mai târziu el a fost remarcat de cancelarul Séguier, care l-a recomandat pictorului Simon Vouet. L-a părăsit pe Simon Vouet pentru Nicolas Poussin.. În 1642, deja cunoscut la Paris și aflat în grațiile cancelarului, a plecat la Roma în compania lui Poussin. În timpul sejurului italian, Le Brun a copiat pentru Séguier tablouri de Guido Reni, Rafael precum și galeria Farnèse pictată de familia Carracci.
După patru ani petrecuți în Italia, pictorul a părăsit Roma la sfârșitul anului 1645 și s-a întors la Paris în 1646, după un scurt sejur la curtea din Lyon.  La întoarcerea în capitala Franței, Le Brun a obținut comenzi importante grație lui Séguier. În anul următor a fost numit "Pictor și valet de cameră al regelui". De asemenea, este ales să picteze pentru Notre-Dame de Paris;  a pictat Martirul Sfântului Andrei.  În același an, Le Brun se căsătorește cu Suzanne Butay.

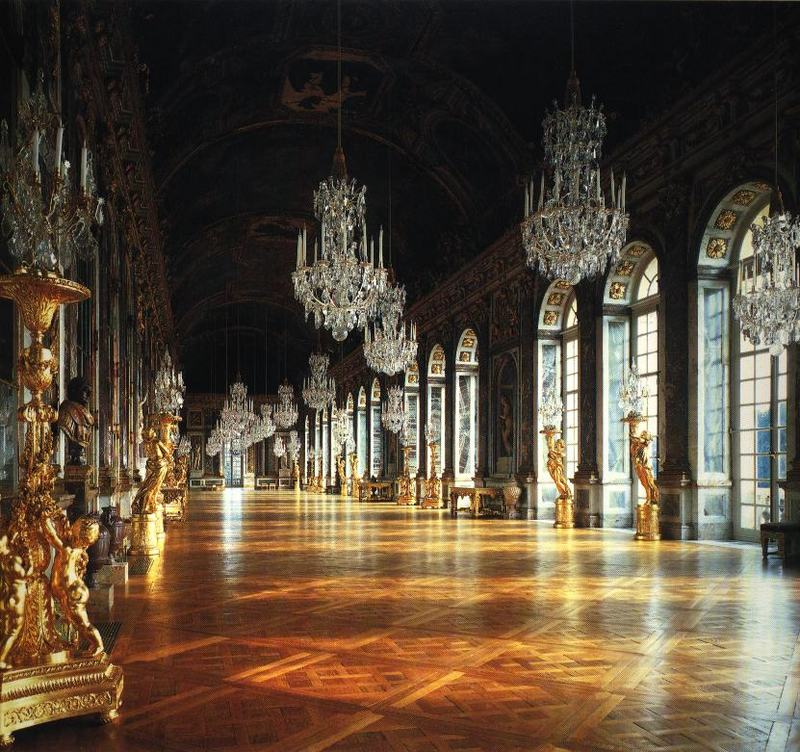
Sala oglinzilor, Versailles, decorată de Le Brun

Împreună cu Philippe de Champaigne, el obține de la Mazarin întemeierea Academiei regale de pictură și sculptură în 1648. Mazarin îl numește secretar. În această perioadă, Le Brun face picturi de mari dimensiuni, inclusiv faimosul său Apoteoza lui Hercule Nicolas Fouquet, bogatul ministru de finanțe al regelui, i-a cerut să decoreze castelului său Vaux-le-Vicomte, lucru pe care el l-a realizat 1656 și 1661. Decorul somptuos, care este unic în Franța la momentul respectiv, marcheaza consacrarea sa.

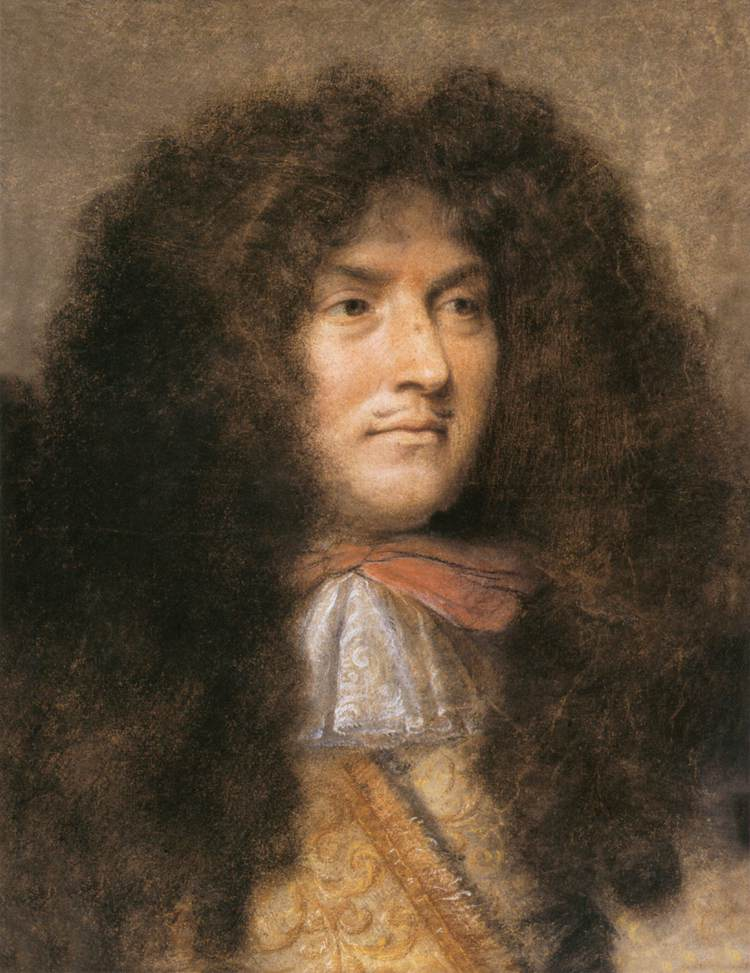
Portret al regelui Ludovic al XIV-lea, de Le Brun, Paris, muzeul Luvru.

În 1660, el pictează Familia lui Darius la picioarele lui Alexandru și Portretul ecvestru al Cancelarului Séguier în onoarea protectorului său și realizează decorul intrării regale a lui Ludovic al XIV-lea în Paris. În 1667 este numit director al Mobilierului regal.
La sfârșitul anilor 1650, Mazarin (care a murit în 1661) îl prezintă regelui Ludovic al XIV-lea. Le Brun are, prin urmare, o reputație solidă. Curtea începe să-i comande cele mai variate lucrări: scene ecvestre, fresce mari, decorațiuni de grădină, tapiserii, mobilier și obiecte decorative. Marele său talent, energia sa, simțul său pentru decor și stilul său emfatic și pompos, perfect în ton cu gusturile regelui fac din Le Brun un pictor foarte apreciat de suveran, care este deosebit de impresionat de lucrările pe care le-a creat pentru intrarea lui triumfală în Paris și decorațiunile realizate la Vaux-le-Vicomte. Regele îi cere crearea unei serii de picturi de mari dimensiuni care descriu istoria lui Alexandru. În 1660, îi comandă Familia lui Darius la picioarele lui Alexandru (Paris, muzeul Luvru). Din acest moment toate proiectele regale se realizează sub îndrumarea lui Le Brun.
Din 1661 este însărcinat cu decorarea castelului Versailles, la care va munci timp de 30 de ani. El are sub comanda sa câteva sute de artiști și artizani. Regele a fost atât de încântat încât l-a înnobilat pe Le Brun, în decembrie 1662. Cu toate acestea, propria sa participare este limitată la scările ambasadorilor (1674-1678, distruse sub Ludovic al XV-lea), la Sala Oglinzilor (1678-1684) cu saloane sale de Pace și Război (1684-1687) și un proiect de capelă în 1672, abandonat în 1679-1680 în urma deciziei de a se construi aripa de sud a castelului. De asemenea, el lucrează pentru alte personalități importante ale regatului.

În 1663, este numit director al Academiei regale de pictură și sculptură de către Colbert, pe atunci intendent al finanțelor, care dorea să reorganizeze academia.
Le Brun este numit "Primul pictor al Regelui" în 1664, funcție care a inclus plata unui venit anual de 12.000 de livre, adică aceeași sumă pe care a primit-o atunci când a fost în serviciul lui Fouquet. În același an, el devine responsabilul general de paza tablourilor regale, o colecție de picturi începută de regele Francisc I și dezvoltată până la Ludovic al XIV-lea.
În 1666, Colbert și Le Brun fondează Academia Franceză din Roma. În 1670 Colbert devine superintendent și achiziționează  domeniul Sceaux. La începutul anilor 1670 Le Brun lucrează la decorarea pavilionului Aurora.
După moartea lui Colbert în 1683, François-Michel Le Tellier, marchiz de Louvois, inamicul său, îi succede și-l impune pe favoritul său Pierre Mignard în locul lui Le Brun, care se bucură în continuare de aprecierea regelui. Treptat Le Brun se retrage din viața publică. Bolnav, Le Brun se stinge în casa lui pariziană la 12 februarie 1690 și a fost îngropat în biserica Saint-Nicolas-du-Chardonnet din Paris.